# 樂天化學
樂天化學（韓語：롯데케미칼）是一家总部位于韩国首尔的石化产品制造商。
该公司在韩国麗水、蔚山和大山拥有三个生产基地，并在巴基斯坦、马来西亚、中国和美国拥有四个海外生产基地。
其产品包括苯、甲苯和二甲苯等芳烃产品及其基础油，用于生产合成树脂、合成纤维原料和合成橡胶。